# Cá mú vân yên ngựa
Cá mú vân yên ngựa, tên khoa học là Plectropomus laevis, là một loài cá biển thuộc chi Plectropomus trong họ Cá mú. Loài cá này được mô tả lần đầu tiên vào năm 1801.

## Từ nguyên
Tính từ định danh laevis trong tiếng Latinh có nghĩa là "trơn mịn", hàm ý không rõ, có lẽ đề cập đến vùng xung quanh ổ mắt không có vảy ở loài cá này.

## Phạm vi phân bố và môi trường sống
Dọc theo đường bờ biển Đông Phi (Kenya đến Mozambique), P. laevis được phân bố trải dài về phía đông đến tận Tuamotu (Polynésie thuộc Pháp) và đảo Oeno (quần đảo Pitcairn), băng qua phần lớn những vùng biển thuộc khu vực Ấn Độ Dương - Thái Bình Dương, ngược lên phía bắc đến vùng biển phía nam Nhật Bản, gới hạn phía nam đến Úc (gồm cả rạn san hô Great Barrier và rạn san hô Middleton ngoài khơi) và đảo Rapa Iti.
Ở Việt Nam, P. laevis được ghi nhận tại quần đảo Hoàng Sa; bờ biển Quảng Nam; cù lao Câu (Bình Thuận); Côn Đảo; quần đảo An Thới (Phú Quốc, Kiên Giang).
P. laevis sinh sống tập trung ở các khu vực mà san hô phát triển phong phú trên các rạn viền bờ và trong đầm phá, độ sâu đến ít nhất là 100 m.

## Mô tả
Chiều dài cơ thể lớn nhất được ghi nhận ở P. laevis là 125 cm. Loài này có đến hai kiểu hình khác biệt nhau hoàn toàn. Kiểu thứ nhất có màu trắng (trừ vùng mõm có màu vàng) với các vệt đen lớn trên đầu và thân; các vây có màu vàng, kể cả cuống đuôi. Kiểu thứ hai có màu nâu đỏ hoặc nâu xám với rất nhiều chấm xanh lam óng trên khắp cơ thể; các dải đen xuất hiện dọc lưng nhưng mờ.
Ở kiểu hình thứ hai, nhờ vào các dải đen ở lưng mà có thể phân biệt P. laevis với các loài có kiểu hình tương tự, như Plectropomus areolatus và Plectropomus maculatus.
Số gai ở vây lưng: 8; Số tia vây ở vây lưng: 11; Số gai ở vây hậu môn: 3; Số tia vây ở vây hậu môn: 8; Số tia vây ở vây ngực: 16–18; Số gai ở vây bụng: 1; Số tia vây ở vây bụng: 5; Số vảy đường bên: 92–115.

## Sinh thái học

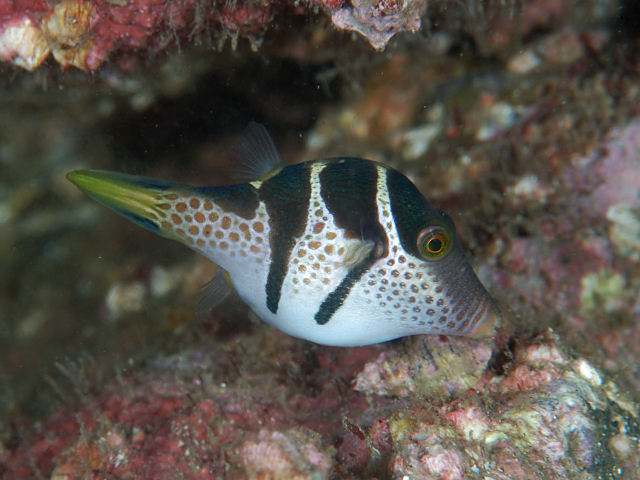
Canthigaster valentini

Ở ngoài khơi bang Queensland (Úc), P. laevis có thể sống được đến ít nhất là 18 năm. P. laevis là một loài lưỡng tính tiền nữ (toàn bộ cá đực là từ cá cái trưởng thành chuyển đổi qua).
Thức ăn chủ yếu của P. laevis là những loài cá nhỏ hơn, đôi khi chúng ăn cả động vật giáp xác và cá mực.
Cá con của P. laevis có thể bắt chước kiểu hình vằn đen như loài cá nóc Canthigaster valentini. Những kẻ săn mồi thường không nhắm mục tiêu đến những loài cá nóc mang độc, do đó P. laevis còn nhỏ có thể tránh được chúng do có vẻ ngoài giống với một loài cá nóc.

## Thương mại
P. laevis được khai thác ở nhiều nơi trong phạm vi phân bố của chúng. Tuy là một loài cá thực phẩm, các vụ ngộ độc ciguatera đã được báo cáo ở P. laevis cũng như nhiều loài Plectropomus khác.